# Mamane Barka
Pour les articles homonymes, voir Barka.
Malam Mamane Barka, né en 1959 à Tesker (département de Zinder) et mort le 21 novembre 2018 à Niamey, est un musicien nigérien.

## Biographie
Auteur-compositeur-interprète, il se fait connaître par sa pratique du kourmi (ou ngurumi), un instrument traditionnel à deux cordes pincées. 
Grâce à une bourse de l'UNESCO, reçue en 2002, il se rend au pays des Boudouma, peuple de pêcheurs du bassin du lac Tchad, et rencontre Boukar Tar, le dernier interprète de biram encore vivant. Il recueille les secrets liés à cet instrument sacré à cinq cordes et les paroles de chants mystiques qui lui sont associés. Après la mort de Boukar Tar, il entretient la tradition autour du biram, notamment en participant au Festival des musiques du désert à Rissani, au Maroc, en 2005, puis en se produisant en Europe à l'occasion de différents festivals.
En 2008, il joue au WOMAD avec le percussionniste Oumarou Adamou, puis enregistre un disque avec lui, chantant dans les différentes langues du Niger (boudouma, haoussa, toubou et kanuri). In interprète des morceaux traditionnels mais aussi des chansons personnelles évoquant des thèmes contemporains et engagés (Niger mon beau pays, Presse libre).

## Discographie
- Guidan Haya (2008)
- Introducing Mamane Barka (2009)